# Commeaux
Pour les articles ayant des titres homophones, voir Commeau et Komo.
Commeaux est une commune française, située dans le département de l'Orne en région Normandie, peuplée de 149 habitants.

## Géographie
La commune est en plaine d'Argentan. Son bourg est à 9,5 km au nord-ouest d'Argentan, à 9,5 km au nord d'Écouché, à 11 km à l'est de Putanges-Pont-Écrepin, à 15 km au sud de Falaise et à 15 km au sud-ouest de Trun.
Le point culminant (212 m) se situe en limite nord-est, à l'Épine Ronde. Le point le plus bas (162 m) correspond à la sortie de l'Houay du territoire, au sud-est.
| Rônai    | Montabard          | Montabard, Occagnes |
| Ri       | Commeaux           | Occagnes            |
| Sentilly | Sentilly, Occagnes | Occagnes            |

### Hydrographie
La commune est située dans le bassin Seine-Normandie. Elle est drainée par l'Houay, le fossé 01 de Brévaux, le fossé 02 de la Londe et l'Houay,,.
L'Houay, d'une longueur de 13 km, prend sa source dans la commune de Ri et se jette  dans l'Orne en limite de Moulins-sur-Orne et de Monts-sur-Orne, face à Sarceaux, après avoir traversé six communes. 

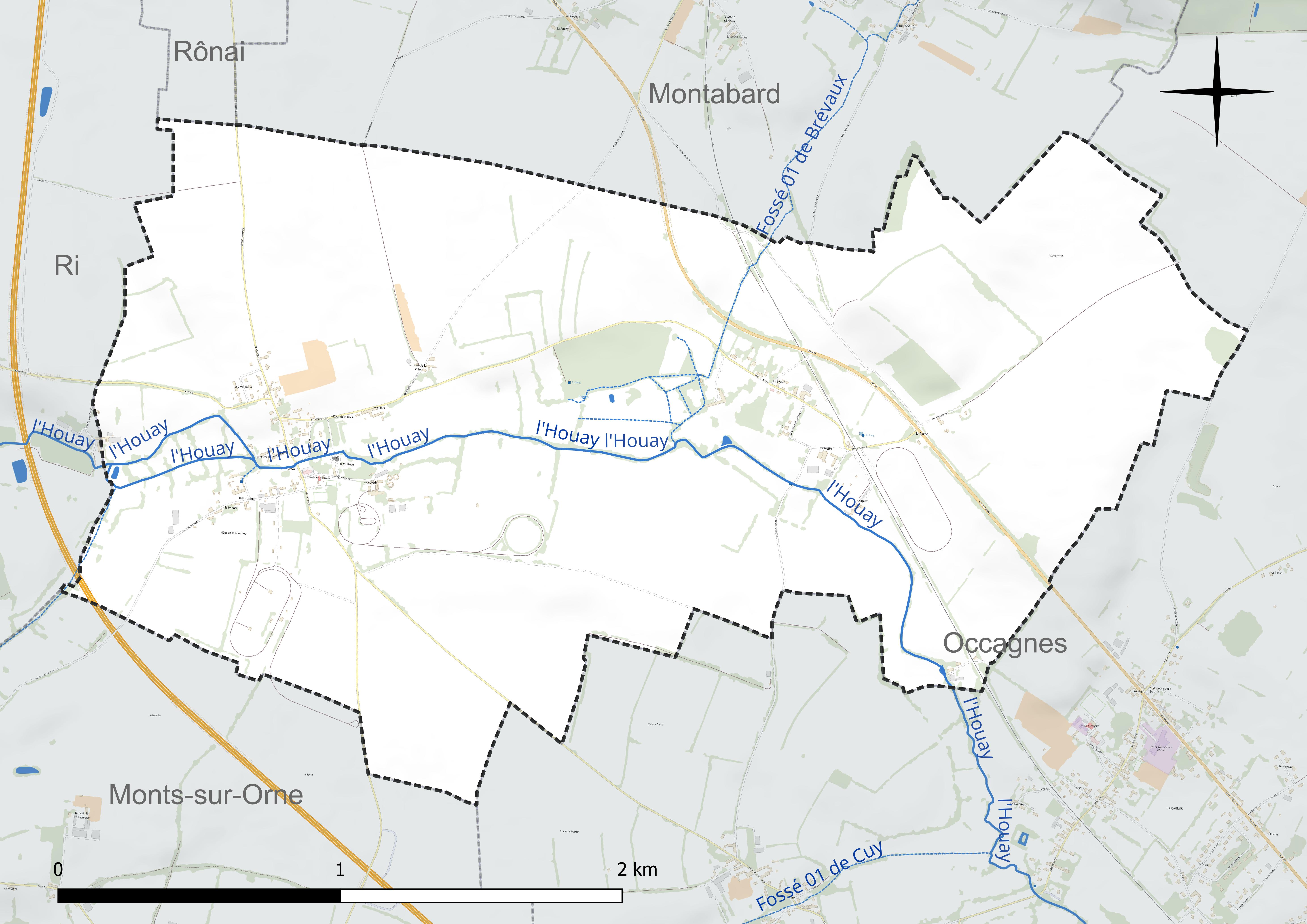
Réseau hydrographique de Commeaux.

### Climat
Pour des articles plus généraux, voir Climat de la Normandie et Climat de l'Orne.
En 2010, le climat de la commune est de type climat océanique altéré, selon une étude du CNRS s'appuyant sur une série de données couvrant la période 1971-2000. En 2020, Météo-France publie une typologie des climats de la France métropolitaine dans laquelle la commune est exposée à un climat océanique et est dans la région climatique Normandie (Cotentin, Orne), caractérisée par une pluviométrie relativement élevée (850 mm/a) et un été frais (15,5 °C) et venté. Parallèlement le GIEC normand, un groupe régional d’experts sur le climat, différencie quant à lui, dans une étude de 2020, trois grands types de climats pour la région Normandie, nuancés à une échelle plus fine par les facteurs géographiques locaux. La commune est, selon ce zonage, exposée à un « climat des plateaux abrités », se caractérisant par une pluviométrie et des contraintes thermiques modérées mais aussi, par effet de continentalité, des températures plus contrastées qu'au nord dans la plaine de Caen, avec communément 10 à 15 jours par an de plus de froid en hiver et de chaleur en été.
Pour la période 1971-2000, la température annuelle moyenne est de 10,2 °C, avec une amplitude thermique annuelle de 13,3 °C. Le cumul annuel moyen de précipitations est de 771 mm, avec 12,2 jours de précipitations en janvier et 7,2 jours en juillet. Pour la période 1991-2020, la température moyenne annuelle observée sur la station météorologique la plus proche, située sur la commune d'Argentan à 8 km à vol d'oiseau, est de 11,1 °C et le cumul annuel moyen de précipitations est de 691,9 mm,. Pour l'avenir, les paramètres climatiques de la commune estimés pour 2050 selon différents scénarios d’émission de gaz à effet de serre sont consultables sur un site dédié publié par Météo-France en novembre 2022.

## Urbanisme

### Typologie
Au 1er janvier 2024, Commeaux est catégorisée commune rurale à habitat dispersé, selon la nouvelle grille communale de densité à sept niveaux définie par l'Insee en 2022.
Elle est située hors unité urbaine. Par ailleurs la commune fait partie de l'aire d'attraction d'Argentan, dont elle est une commune de la couronne,. Cette aire, qui regroupe 50 communes, est catégorisée dans les aires de moins de 50 000 habitants,.

### Occupation des sols
L'occupation des sols de la commune, telle qu'elle ressort de la base de données européenne d’occupation biophysique des sols Corine Land Cover (CLC), est marquée par l'importance des territoires agricoles (94,5 % en 2018), une proportion sensiblement équivalente à celle de 1990 (95 %). La répartition détaillée en 2018 est la suivante : 
terres arables (61,2 %), prairies (26 %), zones agricoles hétérogènes (7,3 %), zones urbanisées (5,5 %). L'évolution de l’occupation des sols de la commune et de ses infrastructures peut être observée sur les différentes représentations cartographiques du territoire : la carte de Cassini (XVIIIe siècle), la carte d'état-major (1820-1866) et les cartes ou photos aériennes de l'IGN pour la période actuelle (1950 à aujourd'hui).

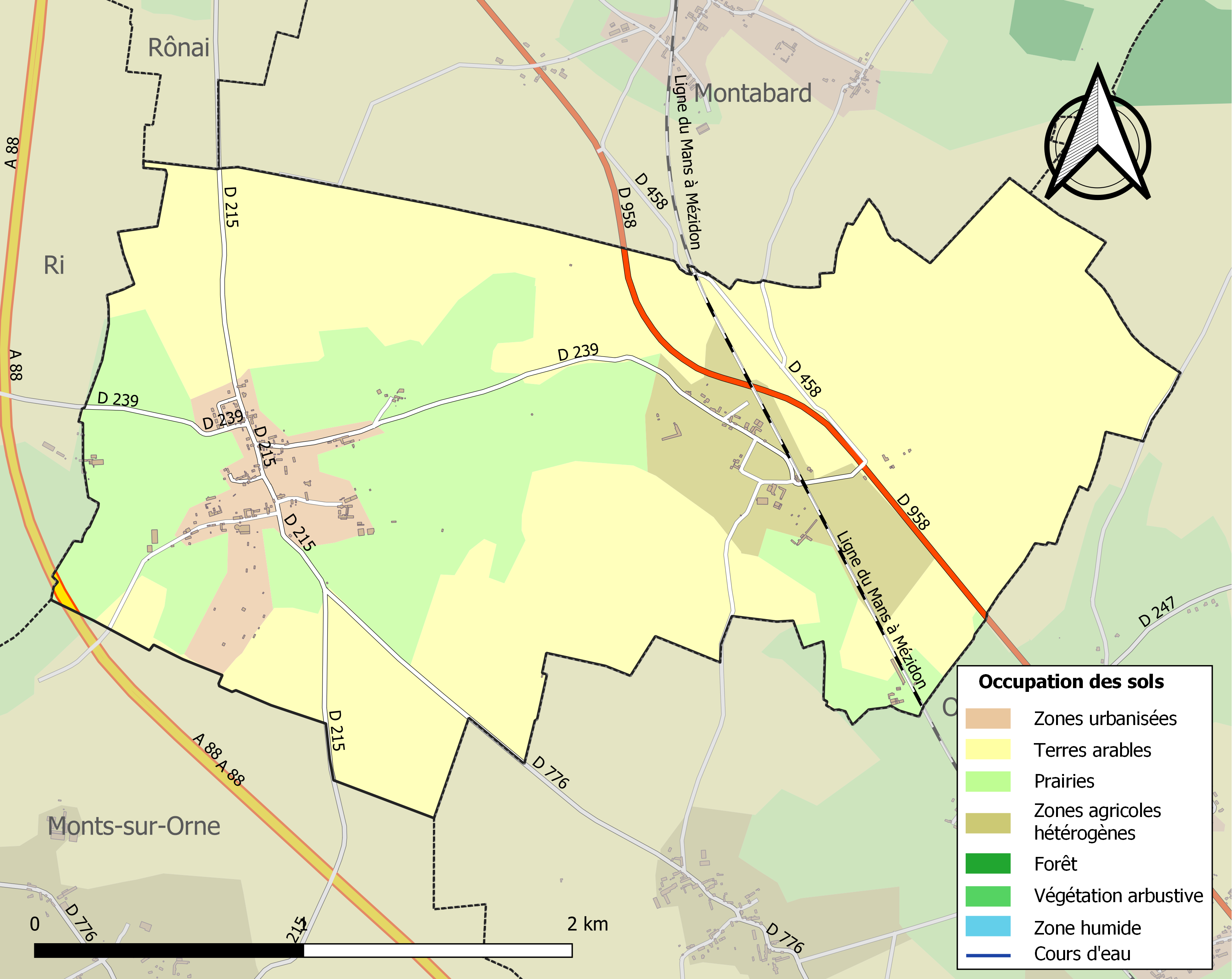
Carte des infrastructures et de l'occupation des sols de la commune en 2018 (CLC).

## Toponymie
Le nom de la localité est attesté sous la forme Comels en 1101.
Albert Dauzat et René Lepelley ont traité ce toponyme,, sans pour autant fournir de formes anciennes du nom,.
Albert Dauzat associe ce toponyme aux Commelle, La Comelle, Coullemelle, Courmelles, y décelant le français colonne suffixé de -ellum (diminutif).
René Lepelley opte quant à lui pour un *Communellus, formation hypothétique basée sur le latin communis et en conclut la présence de terrains communaux.
Le gentilé est Commelais.

## Histoire
En 1824, Commeaux (187 habitants en 1821) absorbe Brevaux (66 habitants, graphié Breveaux avant 1801, Brévaux aujourd'hui), à l'est de son territoire.

## Politique et administration
| Période                                  | Période    | Identité          | Étiquette    | Qualité     |
| ---------------------------------------- | ---------- | ----------------- | ------------ | ----------- |
| 1977                                     | mars 2008  | Auguste Beauvais  | RPR puis UMP |             |
| mars 2008                                | avril 2014 | Sylviane Hélie    | SE           | Retraitée   |
| avril 2014                               | En cours   | Philippe Beauvais | LR           | Agriculteur |
| Les données manquantes sont à compléter. |            |                   |              |             |

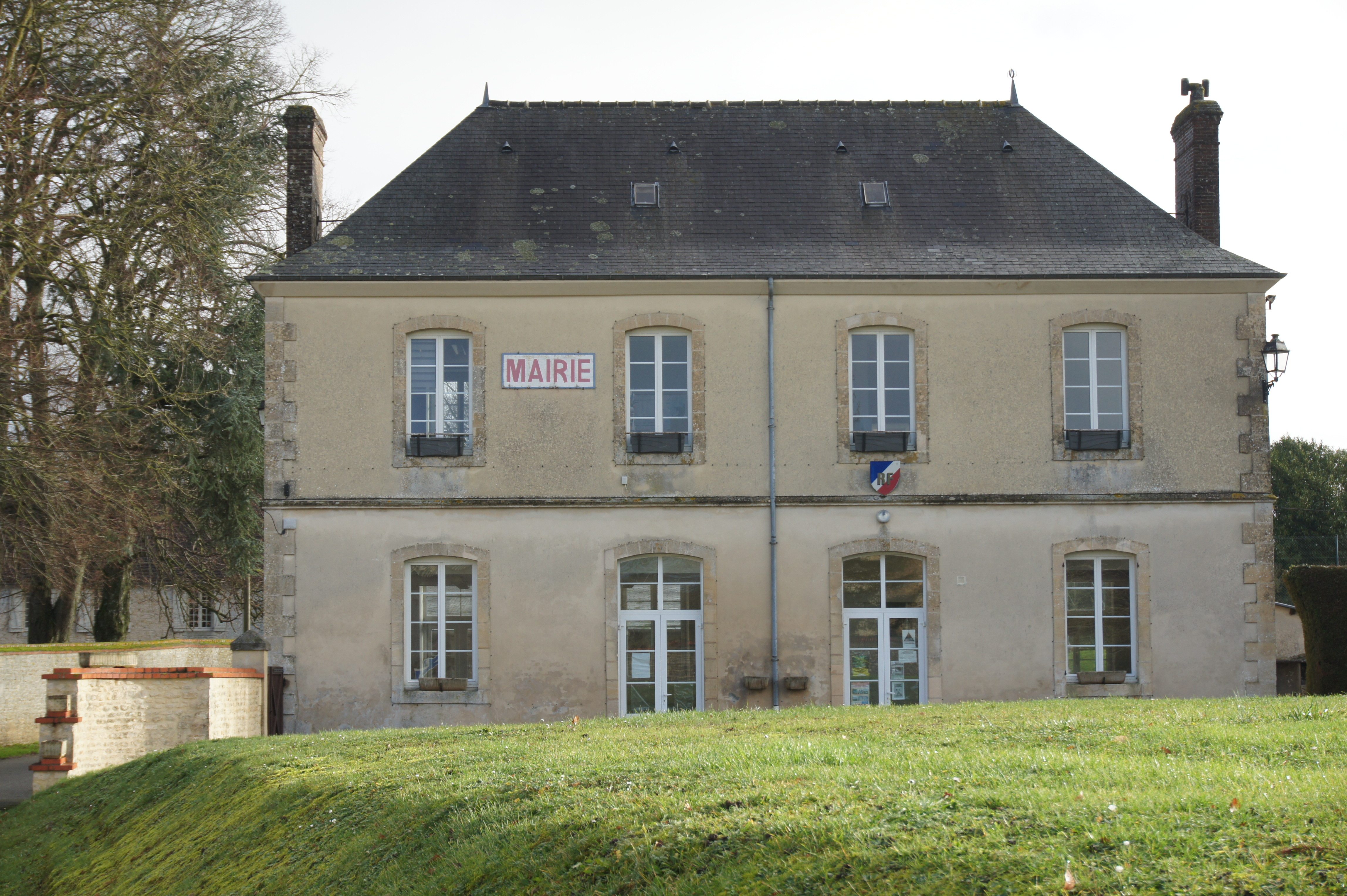
La mairie.

Le conseil municipal est composé de onze membres dont le maire et deux adjoints.

## Démographie
L'évolution du nombre d'habitants est connue à travers les recensements de la population effectués dans la commune depuis 1793. Pour les communes de moins de 10 000 habitants, une enquête de recensement portant sur toute la population est réalisée tous les cinq ans, les populations de référence des années intermédiaires étant quant à elles estimées par interpolation ou extrapolation. Pour la commune, le premier recensement exhaustif entrant dans le cadre du nouveau dispositif a été réalisé en 2005.
En 2022, la commune comptait 149 habitants, en évolution de −1,97 % par rapport à 2016 (Orne : −3,21 %, France hors Mayotte : +2,11 %).
Commeaux a compté jusqu'à 306 habitants en 1841.
| 1793 | 1800 | 1806 | 1821 | 1836 | 1841 | 1846 | 1851 | 1856 |
| ---- | ---- | ---- | ---- | ---- | ---- | ---- | ---- | ---- |
| 196  | 183  | 205  | 187  | 304  | 306  | 303  | 287  | 286  |

| 1861 | 1866 | 1872 | 1876 | 1881 | 1886 | 1891 | 1896 | 1901 |
| ---- | ---- | ---- | ---- | ---- | ---- | ---- | ---- | ---- |
| 282  | 262  | 238  | 263  | 246  | 213  | 231  | 221  | 194  |

| 1906 | 1911 | 1921 | 1926 | 1931 | 1936 | 1946 | 1954 | 1962 |
| ---- | ---- | ---- | ---- | ---- | ---- | ---- | ---- | ---- |
| 189  | 164  | 146  | 139  | 130  | 140  | 135  | 163  | 132  |

| 1968 | 1975 | 1982 | 1990 | 1999 | 2005 | 2006 | 2010 | 2015 |
| ---- | ---- | ---- | ---- | ---- | ---- | ---- | ---- | ---- |
| 117  | 89   | 84   | 107  | 118  | 131  | 138  | 125  | 152  |

| 2020 | 2022 | - | - | - | - | - | - | - |
| ---- | ---- | - | - | - | - | - | - | - |
| 154  | 149  | - | - | - | - | - | - | - |

## Lieux et monuments

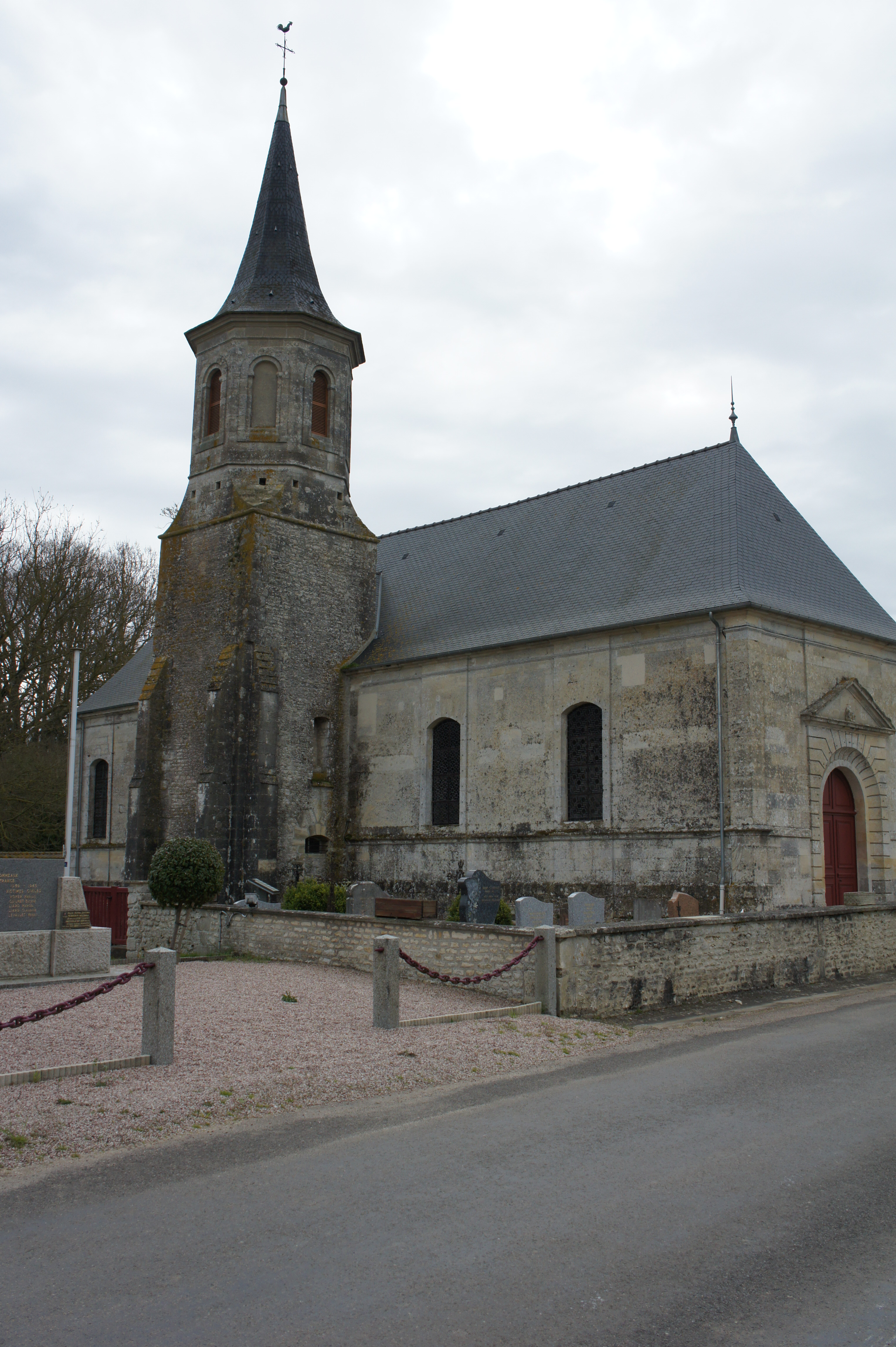
L'église Saint-Pierre de Commeaux.

- Manoir du XVIe siècle, classé Monument historique depuis le 5 décembre 1963[32].
- Église Saint-Pierre (XVIIe siècle) abritant un autel, un tabernacle et deux tableaux classés à titre d'objets[33].
- Ancienne église Notre-Dame de Brevaux (XVIIIe siècle).